# Jacaré (film)
Pour les articles homonymes, voir Jacaré.

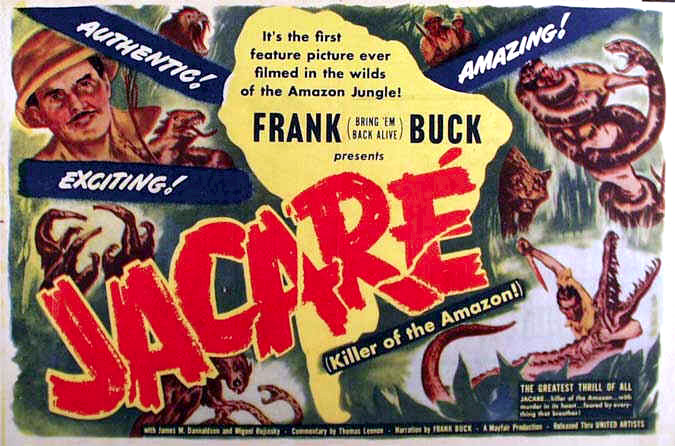
Carte promotionnelle du film.

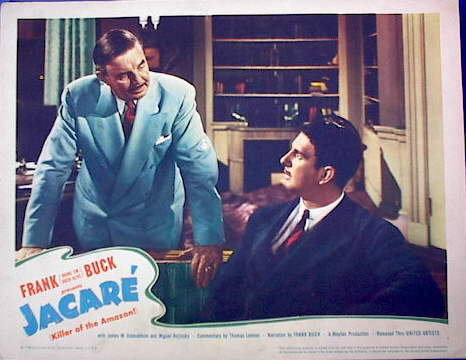
Photo promotionnelle du film, avec Frank Buck et James Dannaldson

Jacaré est un film documentaire américain réalisé par Charles E. Ford et Clyde E. Elliott (non crédité) et sorti en 1942.

## Synopsis
Un biologiste remonte le cours de l'Amazone pour capturer des spécimens d'animaux sauvages, dont un anaconda, de nombreux caïmans (alligators d'Amazonie), des jaguars, des buffles d'eau, des fourmiliers, des tapirs et des capybaras.

## Fiche technique
- Réalisation : Charles E. Ford et Clyde E. Elliott (non crédité)
- Scénario : Thomas L. Lennon
- Producteur : Jules Levey
- Photographie : James B. Shackelford
- Montage : Otho Lovering
- Genre : Documentaire[1]
- Musique : Miklós Rózsa[2]
- Distributeur : United Artists
- Durée : 65 minutes
- Date de sortie : 
  - États-Unis : 1942

## Distribution

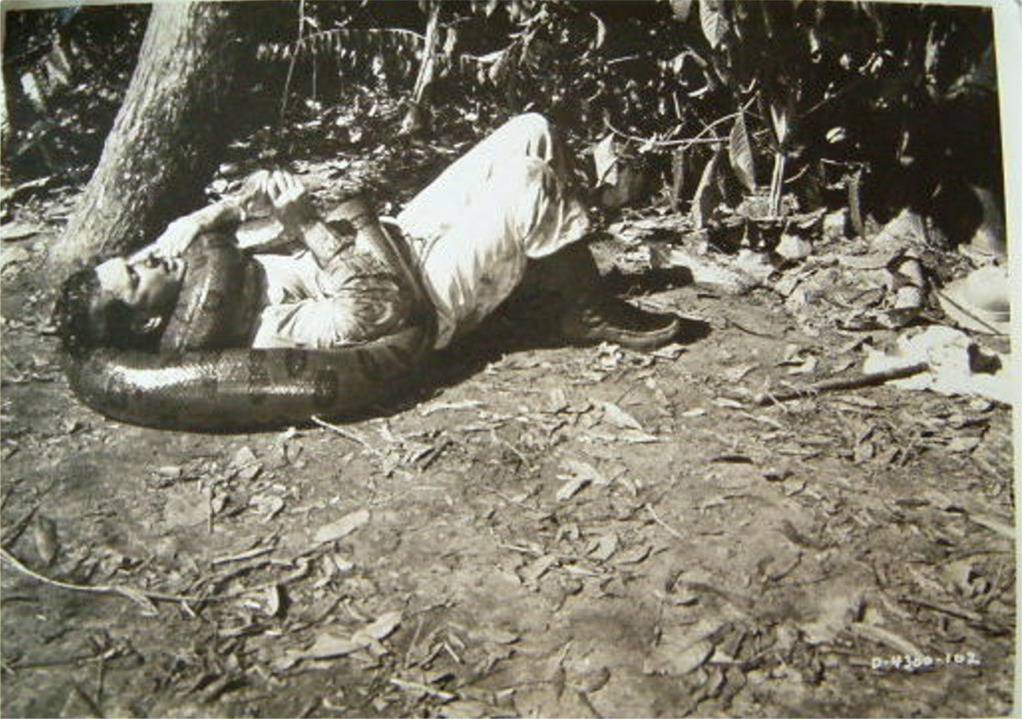
L'acteur James Dannaldson aux prises avec un anaconda dans une scène du film.

- James Dannaldson (en)
- Frank Buck
- Miguel Rojinsky

## Production
Charles E. Ford, Clyde E. Elliott et James Dannaldson (en) ont dirigé l'équipe de tournage qui a filmé plus de 260 000 pieds de pellicule lors de leur expédition sur le cours inférieur du fleuve Amazone au printemps 1942. Au grand soulagement d'Elliott, le film n'a pas été remonté avec des scènes prises en studio par la Paramount, comme l'avait été son précédent film Booloo sorti en 1938.
Le réalisateur Charles E. Ford meurt d'une péritonite peu après son retour d'Amazonie.